# Dear Prudence
Dear Prudence (englisch für: ‚Liebe Prudence‘) ist ein Lied der britischen Rockband The Beatles. Es wurde am 22. November 1968 auf dem Album The Beatles veröffentlicht.

## Entstehung
John Lennon schrieb das Lied in Rishikesh (Indien), wo sich die Beatles von Februar bis April 1968 bei Maharishi Mahesh Yogi in Transzendentaler Meditation (TM) unterweisen ließen. Obwohl die Komposition von Lennon stammt, wurde es wie üblich unter dem Copyright Lennon/McCartney veröffentlicht.
An den Meditationen in Rishikesh nahmen auch Mike Love (Sänger der Beach Boys), der Folk-Musiker Donovan, die Filmschauspielerin Mia Farrow sowie deren Schwester Prudence teil. Letztere fiel dadurch auf, dass sie anscheinend unter Depressionen litt und besonders lange meditierte. Lennon schrieb das Lied mit der Anfangszeile “Dear Prudence, won’t you come out to play” (‚Liebe Prudence, willst Du nicht zum Spielen rauskommen‘), um sie aufzuheitern.
Beim gemeinsamen Musikmachen hatte John Lennon das Fingerpicking (eine Anschlagstechnik auf der Gitarre) von Donovan bewundert und ihn gefragt, ob er sie ihm beibringen könne. Donovan erzählt:

“I explained it would take three days at least to get the basics. He was a good student. It’s a difficult style that requires perseverance. When John had it down, he was so pleased to find a whole new way of songwriting emerge. That’s what happens to a natural songwriter when you get a new set of performing skills.”

„Ich erklärte, es würde mindestens drei Tage dauern, um die Grundlagen zu erlernen. Er war ein guter Schüler. Es ist eine schwierige Technik, die viel Ausdauer erfordert. Als John den Bogen raus hatte, war er sehr davon angetan, dass sich dadurch eine ganz neue Art des Komponierens ergab. Das passiert bei einem geborenen Songwriter, wenn er eine neue Spieltechnik erlernt.“

Lennon setzte die neue Technik nicht nur bei Dear Prudence, sondern auch bei Julia, einem weiteren Song des ‚Weißen Albums‘, ein.
Dear Prudence gehört zu den Esher-Demos, die Ende Mai 1968 im Haus von George Harrison aufgenommen wurden.

## Aufnahme
Während der Aufnahmen zum White Album zeigten sich Spannungen in der Band, die die Auflösung der Gruppe im darauffolgenden Jahr bereits ahnen ließen. Am 22. August 1968 verließ Schlagzeuger Ringo Starr vorübergehend die Studios, um am Mittelmeer auf der Yacht seines Freundes Peter Sellers Urlaub zu machen. Während seiner Abwesenheit nahmen die Beatles weiter Songs auf, wobei Multi-Instrumentalist Paul McCartney den Platz am Schlagzeug einnahm. Dies geschah auch am 28. August, als die Beatles Dear Prudence einspielten. John Lennons Lead-Gesang wurde gedoppelt, daneben spielten er und George Harrison Gitarre. McCartney fügte mittels des Overdub-Verfahrens später Bass, Klavier und Flügelhorn hinzu.

## Veröffentlichungen
- Am 22. November 1968 erschien in Deutschland das 13. Beatles-Album The Beatles, auf dem Dear Prudence enthalten ist. In Großbritannien wurde das Album ebenfalls am 22. November veröffentlicht, dort war es das zehnte Beatles-Album. In den USA erschien das Album drei Tage später, am 25. November, dort war es das 16. Album der Beatles.
- Am 9. November 2018 erschien die 50-jährige Jubiläumsausgabe des neu abgemischten Albums The Beatles (Super Deluxe Box), auf dieser befindet sich eine bisher unveröffentlichte Version (Vocal, guitar & drums) von Dear Prudence sowie das Esher-Demo in einer neuen Abmischung von Giles Martin und Sam Okell.
- Am 10. November 2023 wurde das Kompilationsalbum 1967–1970 erneut wiederveröffentlicht. Auf diesem befindet sich erstmals Dear Prudence, hier in der von Giles Martin und Sam Okell 2018 neu abgemischten Version.

## Coverversionen
In den 1980er Jahren kam das Lied in einer Coverversion von Siouxsie and the Banshees in die Charts. Die Jerry Garcia Band hatte das Stück in ihrem Liverepertoire und es erschien auf mehreren ihrer Livealben.
Fury in the Slaughterhouse veröffentlichen eine Version auf ihrem Album Don't Look Back.